# Electrek
Electrek és un lloc web de notícies nord-americà dedicat al transport elèctric i energia sostenible. Electrek is known for its extensive, positive coverage of electric transportation in general and Tesla specifically. Their positive coverage of Tesla has been criticized by some automotive journalists. Els seus autors principals van revelar la propietat de les accions de Tesla, els beneficis significatius de les referències de Tesla i la propietat dels cotxes de Tesla. El propietari, Seth Weintraub, també va revelar una venda gairebé total d'accions de Tesla el 14 de gener de 2020.